# Claudia Sánchez
Claudia Sánchez (nacida en Buenos Aires, Argentina el 2 de febrero de 1942) es una reconocida exmodelo de las décadas de 1960 y 1970. Fue pareja durante muchos años del famoso empresario Nono Pugliese.

## Biografía
Claudia Sánchez, cuyo nombre real es María Claudia Peternolli, nació en la ciudad de Buenos Aires, hija de Aurora Ihitsagüe y Antonio Peternolli, empleado de Obras Sanitarias. Se dedicó a su carrera de modelo desde muy joven.

## Carrera
Comenzó su trayectoria profesional al trabajar en una productora de publicidad para la preselección de la cara de Pond’s, la firma de cosméticos que hacía la campaña internacional en Argentina, en la que resultó seleccionada.
Sánchez fue una modelo muy popular, que con su bellísimo rostro participó en infinidad de publicidades tanto de jabones, bebidas, cosméticos o automóviles. Sin embargo fueron los numerosos comerciales que hizo junto a su entonces pareja (nunca se casaron, fueron socios) Francisco "Nono" Pugliese, de los cigarrillos LM, donde se mostraba en diferentes zonas del mundo como fueron San Francisco y Hollywood (Estados Unidos); Portofino, Milán y la Torre de Pisa (Italia); Courchevel, Place Vendome (París) y Cannes (Francia); Islas Vírgenes (Caribe); Hong Kong, Marruecos, Suiza, Austria, Holanda, Johannesburgo, entre muchas otras.
Participó en el filme "Circe", de Manuel Antín (1964), y en la mítica "Invasión" (1969), de Hugo Santiago, donde encarnaba a La Muerte.
También trabajó en varias superproducciones con el modelo Julio García del Río. Su repercusión fue tal en su momento que la revista Análisis (1966) le dedicó una nota de tapa con el título: Vender modos de vida.

Claudia Sánchez decidió abandonar el mundo artístico luego de la Guerra de las Malvinas, según declaró en una ocasión: 

"Una revista organizó una producción mía con caracterizaciones muy sofisticadas y glamorosas. Pero salió publicada en el mismo número en que la tapa eran los soldaditos muriendo en las islas. Me indigné, me puse en el lugar de las madres de esos chicos... Agarré a mis dos hijos y me fui a vivir al campo, cerca de Chascomús. No quise aparecer más"

Tras su retiro se dedicó exclusivamente a la producción junto a Pugliese, en las productoras Film Records y Leon Producciones.

## Polémicas y problemas judiciales
La exmodelo tuvo un importante conflicto judicial con el excompañero, socio y amigo de Nono Pugliese, Raúl Moneta, por una importante e histórica casa ubicada en la calle Rufino Elizalde 2831 del barrio de Palermo Chico.
A mediados de los años cuarenta, la propiedad fue comprada por Josefina Díaz Vélez de Madariaga. Su heredera se la vendió en 1986 a Claudia Sánchez. En noviembre de 1995, la exmodelo, que pasaba por apuros económicos, alquiló la casa al empresario Mauricio Macri, quien la remodeló totalmente y modificó la amada cocina de Victoria Ocampo.
Moneta tenía un interés muy particular por la casa de Claudia Sánchez, y  muchas veces se la pidió prestada para celebar reuniones con distintos personajes del gobierno.
El drama comenzó a la semana del fallecimiento de Nono Pugliese, cuando Moneta  citó a su hijo Francisco Pugliese haciéndole saber de una millonaria deuda de su padre con el Banco República que él desconocía. En ese momento le ofreció cancelar la deuda con la casa de Rufino Elizalde de propiedad de su madre, Claudia Sánchez.
La extorsión judicial le llevó hasta embargarle una indemnización por un accidente de tránsito en el que su vehículo había resultado destruido por un camión.
Por la venta de la casa el Fondo de las Artes le pagó tres millones de dólares en efectivo.

## Vida privada
Contrajo matrimonio con el escenógrafo Armando Sánchez, con quien tuvo a su hija Candela, aunque se separaron luego de un tiempo.
Formó pareja durante 28 años con Francisco "Nono" Pugliese, a quien conoció en octubre de 1963 en Canal 7, cuando tenía 21 años. Compartieron casi toda una vida en una mansión en Barrio Parque. Asimismo eran propietarios de un estudio de publicidad. Se separó de él siete meses antes de su sorpresiva muerte. Tuvieron un hijo, Francisco Pugliese, director publicitario de D'Avant-Garde, actualmente radicado en Los Ángeles, USA. Es abuela de tres nietos.
La exmodelo vivió en Colonia del Sacramento, Uruguay, donde supo ganar el Rally del Río de la Plata, ya que es una fanática del automovilismo. Se ocupa de reciclar y revender departamentos.
En la actualidad (2022) vive en Buenos Aires, Argentina Ver enlace externo a la nota de TN del 19/Ene/2022 (enlace roto disponible en Internet Archive; véase el historial, la primera versión y la última).

## Filmografía
- El Diablo sin dama (cortometraje) (1969)
- Invasión (1969) …Mujer del restaurante
- El Proyecto (abandonada) (1968)
- Cómo seducir a una mujer   (1967)
- Pajarito Gómez -una vida feliz-  (1965)
- Circe  (1964)